# 媛小春
媛小春（ひめこはる）は、柑橘類の品種のひとつである。1994年に愛媛県立果樹試験場（松山市）において、「清見」に「黄金柑」を交配し、その後、2007年に育成を完了した品種で、日本において2008年10月16日に品種登録された。なお、品種登録出願時の名称は「小春柑」であった。

## 特徴
果実の形は扁球、重量は 150 グラム 程度。果皮は黄色で、厚さは薄く、むくのは比較的容易である。果汁は多く、甘みが強い。酸味及び香りは中程度である。育成地である愛媛県松山市では1月下旬に成熟する。

## 生産
媛小春は、木の成長の勢いである樹勢が強く、栄養分が花や果実だけではなく枝にも取られやすい。そのため、ほかの柑橘よりも実がなるまでに時間がかかるうえ、安定的に生産するのも難しいとされる。これに対し、愛媛県八幡浜市の農業法人ミヤモトオレンジガーデンは、柑橘を栽培するための土台となる「台木」を一般的なカラタチからヒリュウに変更して樹勢を抑え、県内最大規模の生産を実現した。